# NGC 1940
NGC 1940 je otvoreni skup u zviježđu Zlatnoj ribi. 

## Vanjske poveznice
- SEDS: NGC 1940